# دائرة العبادية
دائرة العبادية إحدى دوائر ولاية عين الدفلى الجزائرية. عاصمتها هي العبادية وتضم بلديات: 
- العبادية
- عين بويحيى
- تاشتة زقاغة

## الشؤون الدينية

### المساجد
تحتوي هذه الدائرة على العديد من المساجد التي تشرف عليها مديرية الشؤون الدينية والأوقاف لولاية عين الدفلى تحت وصاية وزارة الشؤون الدينية والأوقاف.
- مسجد عبد الله بن مسعود
- مسجد سيدي ساعد
- مسجد الشهداء
- مسجد الهداية
- مسجد النواصر

### الزوايا
- «زاوية سيدي محمد بن شرقي».[1]